# Hoyt (Kansas)
Hoyt es una ciudad ubicada en el condado de Jackson en el estado estadounidense de Kansas. En el año 2010 tenía una población de 669 habitantes y una densidad poblacional de 608,18 personas por km².

## Geografía
Hoyt se encuentra ubicada en las coordenadas 39°14′55″N 95°42′19″O / 39.24861, -95.70528 (39.248709, -95.705375).

## Demografía
Según la Oficina del Censo en 2000 los ingresos medios por hogar en la localidad eran de $46,806 y los ingresos medios por familia eran $46,806. Los hombres tenían unos ingresos medios de $35,188 frente a los $22,750 para las mujeres. La renta per cápita para la localidad era de $15,116. Alrededor del 7.4% de la población estaban por debajo del umbral de pobreza.